# Camparini Gioielli Cup 2008
La Camparini Gioielli Cup 2008 è stato un torneo di tennis facente parte della categoria ATP Challenger Series nell'ambito dell'ATP Challenger Series 2008. Il torneo si è giocato a Reggio Emilia in Italia dal 23 al 29 giugno 2008 su campi in terra rossa e aveva un montepremi di €42 500+H.

## Vincitori

### Singolare
Mathieu Montcourt ha battuto in finale  Pablo Andújar con il punteggio di 2–6 6–2 6–4

### Doppio
Xin-Yuan Yu /  Zeng Shaoxuan hanno battuto in finale  Mariano Hood /  Leonardo Mayer con il punteggio di 6–3 6–4